# Chrosioderma
Chrosioderma is een geslacht van spinnen uit de  familie van de Sparassidae (jachtkrabspinnen).

## Soorten
- Chrosioderma albidum Simon, 1897
- Chrosioderma analalava Silva, 2005
- Chrosioderma havia Silva, 2005
- Chrosioderma mahavelona Silva, 2005
- Chrosioderma mipentinapentina Silva, 2005
- Chrosioderma namoroka Silva, 2005
- Chrosioderma ranomafana Silva, 2005
- Chrosioderma roaloha Silva, 2005
- Chrosioderma soalala Silva, 2005